# Nephelodes violans
Nephelodes violans är en fjärilsart som beskrevs av Achille Guenée 1852. Nephelodes violans ingår i släktet Nephelodes och familjen nattflyn. Inga underarter finns listade i Catalogue of Life.